# Hideki Nishimura
Hideki Nishimura (西村 英樹 Nishimura Hideki?), född 15 april 1983 i Osaka prefektur, är en japansk före detta fotbollsspelare.
Nishimura började sin karriär 2002 i Sanfrecce Hiroshima. 2002 blev han utlånad till SC Tottori (Gainare Tottori). 2005 flyttade han till Gainare Tottori. Efter Gainare Tottori spelade han för Banditonce Kakogawa och Volador Matsue. Han avslutade karriären 2009.